# Prinsessan med den gyllene stjärnan
Prinsessan med den gyllene stjärnan (Princezna se zlatou hvezdou) är en tjeckoslovakisk sagofilm från 1959 med manus och regi av Martin Frič.

## Handling
Den vackra prinsessan Lada, som fötts med en stjärna i pannan, vägrar att gå med på ett giftermål med kung Kazisvět, något hennes far kung Hostivít vill för att undvika krig. Hon bestämmer sig för att rymma iförd en dräkt tillverkad av muspäls. Hon kommer till ett grannrike där hon tar tjänst på ett slottskök. Slottets prins Radovan blir förälskad i henne. 

## Rollista, urval
- František Smolík – kung Hostivít
- Martin Růžek – kung Kazisvět
- Marie Kyselková – prinsessan Lada
- Josef Zíma – prins Radovan
- Stanislav Neumann – kocken
- Eduard Kohout – marskalken
- Josef Vinklář – Janek, assisterande kock
- Karel Effa – adjutant
- Květa Fialová – prinsessan Florindella